# 가모가와 미호
가모가와 미호(일본어: 鴨川 実歩, 1997년 8월 27일 ~ )는 일본의 여자 축구 선수이다.

## 구단 경력
WE리그의 제프 유나이티드 지바에서 활동했다.

## 국가대표팀 경력
그녀는 2014년 FIFA U-17 여자 월드컵에 참가할 일본 U-17 국가대표팀에 발탁되었으며, 1경기에 출전, 우승.